# Notting Hill (singel Wersow)
Notting Hill – singel polskiej influencerki Wersow. Singel został wydany 11 lutego 2025.
Oryginalny teledysk do utworu zdobył ponad 500 tys. wyświetleń na platformie YouTube. Natomiast w serwisie Spotify, utwór osiągnął ponad 300 tys. przesłuchań.

## Geneza utworu i historia powstania
Utwór napisali: Weronika Sowa, Bartłomiej Marszałek, Carla Fernandes, Frank Bo i Patryk Kumór. Za kompozycję piosenki odpowiedzialni byli Bartłomiej Marszałek, Carla Fernandes, Dominic Buczkowski-Wojtaszek oraz Jan Bielecki. Utwór wyprodukowała grupa Hotel Torino, która odpowiada również za miksowanie oraz mastering piosenki.
Influencerka o singlu:

Singiel "Notting Hill" opowiada o miłości, bliskości i tych najpiękniejszych chwilach spędzonych z ukochaną osobą. To historia o pragnieniu bycia razem, z dala od zgiełku świata, o cieszeniu się prostymi momentami i głębokiej więzi, która sprawia, że wszystko nabiera sensu.

Singel ukazał się w formacie digital download 11 lutego 2025 w Polsce za pośrednictwem wytwórni płytowej DB4 Management w dystrybucji Warner Music Poland.

## Teledysk
Do utworu powstał teledysk w reżyserii Weroniki Sowy, który udostępniono za pośrednictwem platformy YouTube w dzień wydania singla. W klipie wystąpiły m.in. Sylwia Gaczorek, Julia Żugaj oraz Lexy Chaplin.

## Lista utworów
- Digital download[5]

1. „Notting Hill” – 2:45